# Pont de Ruffey-sur-Seille
Le Pont-Vieux de Ruffey-sur-Seille est un pont sur la Seille situé sur la commune de Ruffey-sur-Seille dans le département du Jura, en région Bourgogne-Franche-Comté, en France.

## Localisation
Le pont est situé au centre du village et il était, avant la construction du nouveau pont, le seul pont de la commune permettant de traverser la Seille.

## Historique
Le pont a été construit en 1770 par l'architecte Jean-Claude Aubert en remplacement de l'ancien pont du XVIe siècle. 
Il fait l’objet d’une inscription au titre des monuments historiques depuis le 17 juillet 2003.

## Description
Les dimensions du pont sont de cinq mètres de large et vingt-trois mètres cinquante de long. Il se compose de trois arches : une arche centrale en anse de panier et deux arches latérales en plein-cintre. Le tablier est en léger dos d'âne. Les piles sont équipées d'un avant-bec en forme de proue côté amont et côté aval.

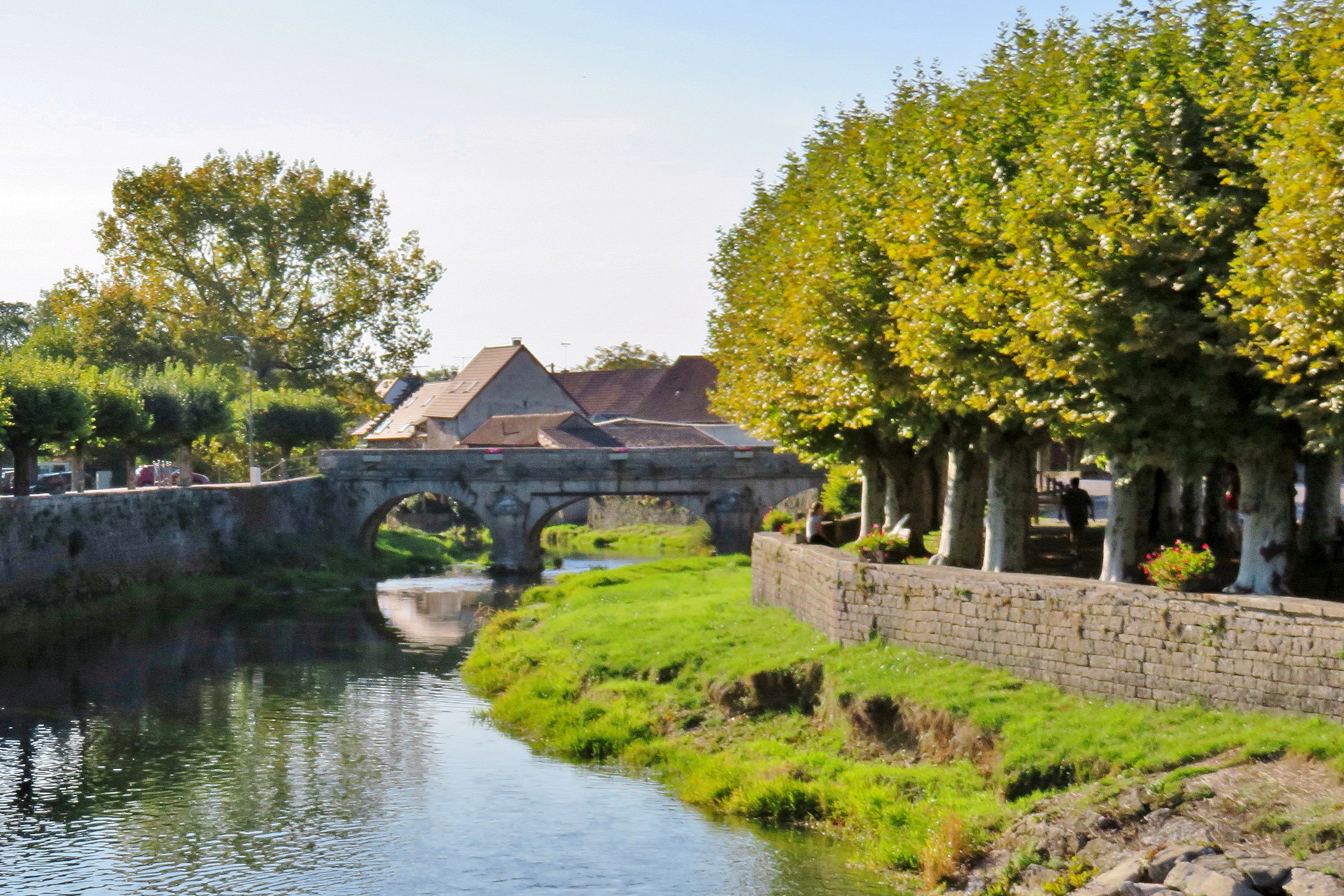
Pont sur la Seille (côté amont).